# ستيفن هاليكو
ستيفن هاليكو (بالإنجليزية: Stephen Halaiko)‏ (27 ديسمبر 1908 – 6 فبراير 2001) هو ملاكم أمريكي راحل، مثّل بلاده في الألعاب الأولمبية الصيفية 1928.

## روابط خارجية
ستيفن هاليكو على موقع بوكس ريك (الإنجليزية) (registration required)
- ستيفن هاليكو على موقع أوليمبيديا (الإنجليزية)